# Pallasmaa (Muhu)
Koordinaten: 58° 40′ N, 23° 10′ O
Pallasmaa (deutsch Pallasma) ist ein Dorf (estnisch küla) auf der drittgrößten estnischen Insel Muhu. Es gehört zur gleichnamigen Landgemeinde (Muhu vald) im Kreis Saare (Saare maakond).

## Einwohnerschaft und Lage
Der Ort hat vierzehn Einwohner (Stand 31. Dezember 2011). Er liegt an der Nordspitze der Insel Muhu.